# Myoxocephalus jaok
Myoxocephalus jaok és una espècie de peix pertanyent a la família dels còtids.

## Descripció
- Fa 74 cm de llargària màxima i 8 kg de pes.[3][4]

## Hàbitat
És un peix marí, demersal i de clima temperat que viu fins als 680 m de fondària.

## Distribució geogràfica
Es troba al Pacífic nord: des del nord del mar del Japó fins al mar de Bering i el sud-est d'Alaska.

## Observacions
És inofensiu per als humans.